# Air-Florida-Flug 90
Der Unfall beim Air-Florida-Flug 90 ereignete sich am 13. Januar 1982 um 16:01 Uhr Ortszeit, als eine Boeing 737-200 nach dem Start vom Washington National Airport auf eine Straßenbrücke über den Potomac River und danach in den vereisten Fluss stürzte. Die Rettungsmaßnahmen gestalteten sich wegen der widrigen Wetterbedingungen äußerst schwierig. Von den 79 Flugzeuginsassen überlebten nur fünf. Außerdem kamen vier Autofahrer auf der Brücke ums Leben, vier weitere wurden verletzt.

## Flugzeug und Crew
Bei dem verunglückten Flugzeug handelte es sich um eine Boeing 737-200 der Air Florida, die vom Washington National Airport in Washington, D.C. zum Fort Lauderdale-Hollywood International Airport in Fort Lauderdale, Florida, mit einer Zwischenlandung am Tampa International Airport in Tampa, Florida, fliegen sollte. Die Maschine war Ende Juli 1980 von der Fluggesellschaft in Dienst gestellt worden.
Die Cockpitcrew bildeten Flugkapitän Larry Wheaton (34) und der Erste Offizier Roger Pettit (31). Kapitän Wheaton wurde im Oktober 1978 von Air Florida als Erster Offizier eingestellt. Im August 1980 wurde er Flugkapitän. Bis zum Zeitpunkt des Unfalls hatte Wheaton rund 8300 Stunden Flugerfahrung, davon 2322 Stunden auf kommerziellen Maschinen. 1752 Flugstunden absolvierte er auf einer Boeing 737, davon 1100 als Flugkapitän.
Der Erste Offizier Pettit arbeitete seit Oktober 1980 für die Fluggesellschaft. Vorher war er Kampfpilot der US Air Force mit 669 Flugstunden sowie Fluglehrer, Prüfer und Instrukteur. Bei Air Florida kam Pettit auf insgesamt 992 Flugstunden an Bord einer Boeing 737. Zusammen flogen Wheaton und Pettit erst 17,5 Stunden.
Die Erfahrung beider Piloten bei Starts bei den herrschenden Wetterbedingungen war gering. Erst acht Mal Starts und Landungen bei Schneefall und Eisglätte hatte Wheaton absolviert, Pettit gar nur zwei Mal. Hinzu kam, dass Kapitän Wheaton zwei Routineleistungstests ablegen musste, weil er vorher bei Tests durchgefallen war. Zu Wheatons Schwachpunkten gehörten das Befolgen von Vorschriften, Einsatz der Checkliste und Kenntnisse über die Flugzeugsysteme.
Die dreiköpfige Kabinenbesatzung bestand aus den Flugbegleiterinnen Donna Adams (Purser), Marylin Nichols und Kelly Duncan.

## Wetterbedingungen
Die US-amerikanische Hauptstadt erlebte im Januar 1982 einen schweren Winter. Am 13. Januar fegte ein schwerer Schneesturm über Washington. Um 13:29 Uhr Ortszeit landete Kapitän Wheaton die Boeing 737-200 als Air Florida Flug 95 auf dem Flughafen. Sie kam aus Miami und sollte planmäßig um 14:15 Uhr Ortszeit nach Fort Lauderdale starten. Der Schneesturm verursachte Schneeverwehungen auf den Start- und Landebahnen bei einer Temperatur von −4 °C. Um 13:38 Uhr wurde der Flughafen geschlossen, damit Räumfahrzeuge die Pisten freimachen konnten. Erst um 14:53 Uhr wurde der Flugbetrieb wieder aufgenommen.

## Startvorbereitungen
Zwischen 14 Uhr und 14:30 Uhr wurden die Passagiere (71 Erwachsene und 3 Kinder) an Bord gelassen. Gegen 14:20 Uhr begann ein Wartungstrupp von American Airlines mit der Enteisung der linken Flugzeugseite der Boeing. Arbeiter bestätigten, dass sich vor den Enteisungsmaßnahmen ca. 4 cm dicker nasser Schnee auf dem Flugzeug befanden. Kapitän Wheaton beschloss, die Enteisung aufzuschieben, da der Flughafen vor 14:30 Uhr nicht wieder geöffnet werden sollte. Zudem hatten fünf oder sechs andere Maschinen Startpriorität, bevor Flug 90 das Gate verlassen konnte.
Gegen 14:45 Uhr wurde die Enteisung wieder aufgenommen. Die linke Flugzeugseite wurde zuerst mit einer Mischung von heißem Wasser und 1,2-Propandiol behandelt. Der Mitarbeiter, der die Enteisung durchführte, erklärte, dass er das Mischungsverhältnis von Wasser:Glykol (70:30) nach dem Handbuch von American Airlines und seiner Kenntnis der vorherrschenden Temperatur von −4 °C eingestellt hatte. Dieser Mitarbeiter wurde von einem Kollegen abgelöst, der die rechte Flugzeugseite enteisen sollte. Dieser Kollege nahm ein anderes Mischungsverhältnis (80:20), da ihm die Außentemperatur fälschlich mit −2,2 °C angegeben wurde. Um 15:10 Uhr war die Enteisung der Maschine abgeschlossen. Zu diesem Zeitpunkt lagen ca. 7 cm nasser Neuschnee auf der Piste am Gate.
Um 15:15 Uhr sollte die Fluggastbrücke eingezogen werden. Kapitän Wheaton fragte kurz davor den Bezirksmanager von Air Florida, der sich vor der Hauptkabinentür befand, wie viel Schnee sich auf dem Flugzeug befände. Der Manager antwortete, dass sich ein leichter Schneefilm auf der linken Tragfläche vom Triebwerk bis zur Flügelspitze gebildet habe. Der Bereich vom Triebwerk zum Rumpf sei jedoch schneefrei.
Ein Flugzeugschlepper versuchte um 15:25 Uhr, die Boeing im Pushback-Verfahren vom Gate zu schieben. Das nicht mit Schneeketten ausgerüstete Fahrzeug musste den Versuch jedoch erfolglos abbrechen. Wheaton oder Pettit schlugen vor, die Schubumkehr zu Hilfe zu nehmen, der Schlepperführer verwies jedoch darauf, dass dieses im Widerspruch zu den Richtlinien von American Airlines stände. Dennoch wurden die Triebwerke gestartet und die Schubumkehr eingeschaltet. Augenzeugen zufolge arbeiteten die Triebwerke zwischen 30 und 90 Sekunden, wobei Schnee und Schneematsch aufgewirbelt wurde. Mehrere Mitarbeiter von Air Florida bemerkten geschmolzenen Schnee auf dem Boden vor dem linken Triebwerk. Vor dem rechten Triebwerk wurde dieser Effekt nicht beobachtet.
Um 15:35 Uhr wurde Flug 90 erfolgreich vom Gate geschoben. Nachdem der Schlepper abgekoppelt war, wurden die Triebwerke der Boeing erneut gestartet. Die Cockpitcrew begann mit der Abarbeitung der Pre Take-Off Checklist. Um 15:39 befand sich Flug 90 hinter einer DC-9 der New York Air. In der Warteposition sprachen Wheaton und Pettit über die Wetterbedingungen. Pettit bemerkte dabei, dass die Enteisung schon eine Weile her sei. Beiden fiel auf, dass sich die Schneemenge auf beiden Tragflächen unterschied.
Um 15:57 Uhr startete die DC-9, die Cockpitcrew von Flug 90 arbeitete die Pre Take-Off Checklist ab, wobei das Triebwerksdruckverhältnis (EPR) auf 2,04 gesetzt wurde und die Markierungsreiter für die Entscheidungsgeschwindigkeit ({\displaystyle v_{1}}) auf 138 Knoten (entspr. 255 km/h), für die Rotationsgeschwindigkeit ({\displaystyle v_{r}}) auf 140 Knoten (entspr. 260 km/h) und die sichere Abhebegeschwindigkeit ({\displaystyle v_{2}}) auf 144 Knoten (entspr. 267 km/h) gesetzt wurden.

## Startvorgang und Absturz

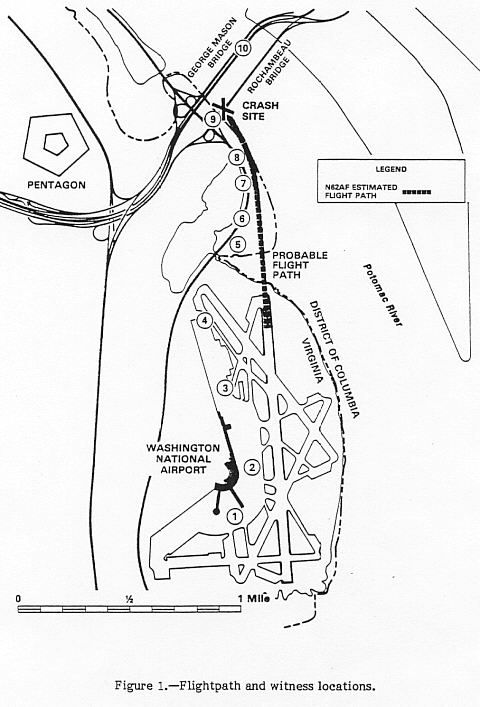
NTSB-Diagramm von Flug 90

Flug 90 bekam um 15:59 Uhr die Startfreigabe und sollte sich in Startposition auf Runway 36 begeben. Vom Tower kam zudem die Aufforderung, den Start nicht zu verzögern, da eine ankommende Maschine (Eastern Flight 1451) nur noch 4 km entfernt sei. Während des Starts bemerkte der Erste Offizier Probleme mit den Anzeigen. Die Startgeschwindigkeit war nicht hoch genug, die Boeing 737 erreichte nicht die richtige Höhe. Wenige Sekunden später kam es zu einem Strömungsabriss, die Maschine streifte um 16:01 Uhr nach nur 1400 m die Rochambeau Bridge und stürzte in den Potomac River.

## Absturzstelle
Die Absturzstelle befindet sich auf der Brücke 14. Straße, einem aus fünf Brücken bestehenden Komplex über den Potomac River, die das Arlington County mit Washington, D.C. verbindet. Die gesamte Brücke befindet sich in Sichtweite des Pentagon. Über drei der Brücken führt die Interstate 395 und der U.S. Highway 1, über zwei weitere Brücken fahren Züge und die Yellow Line der Washington Metro. Über die Rochambeau Bridge wird der nach Norden führende Verkehr geleitet.
Am Unfalltag bildete sich auf der Brücke durch die schlechten Witterungsbedingungen ein Stau, da viele Behörden der Hauptstadt ihre Angestellten aufgrund der schwierigen Verkehrsverhältnisse früher in den Feierabend entließen. Die Boeing prallte auf die Brücke und traf sechs Autos und einen Lkw. 30 Meter des Brückengeländers und 12 Meter der Brückenmauer wurden zerstört. Das Wrack stürzte in den von Eisschollen bedeckten Potomac River. Dabei zerbrach das Flugzeug und versank, nur ein Rumpfstück blieb an der Wasseroberfläche, ca. 61 Meter vom Nordufer entfernt. Fünf der sechs überlebenden Insassen konnten sich an dem Wrackteil festklammern. Eine sechste Insassin blieb mit einer Rettungsweste, die ihr von der überlebenden Flugbegleiterin Kelly Duncan übergestreift wurde, über Wasser.

## Rettungsmaßnahmen
Rettungskräfte konnten die Unfallstelle wegen des Verkehrsaufkommens und der widrigen Wetterbedingungen nur unter Schwierigkeiten erreichen. Die United States Coast Guard, die in der Nähe einen Stützpunkt unterhielt, verfügte über den eisbrechenden Hafenschlepper Capstan, der jedoch zu dem Zeitpunkt mit einer anderen Rettungsmission beauftragt war. Rettungswagen, die sich durch den Schnee und den dichten Verkehr kämpfen mussten, stellten bei Erreichen der Absturzstelle fest, dass sie nicht über die richtige Ausrüstung verfügten. Wegen der niedrigen Wassertemperaturen und der Eisschollen auf der Oberfläche konnten die Verunglückten schwimmend nicht erreicht werden.
Der Vorarbeiter Roger Olian versuchte, durch einen Sprung ins Wasser zu den Überlebenden zu gelangen, musste jedoch nach wenigen Metern aufgeben. Militärangehörige des Pentagons, die zu Hilfe ans Ufer geeilt waren, halfen Olian ans Ufer. Mit einem improvisierten Seil aus Kabeln, Seilstücken und anderem Material gesichert, unternahm Olian einen weiteren Versuch. Doch er kam nur etwa 10 m weit und wurde zurückgezogen.
Die Flughafenfeuerwehr schickte um 16:04 Uhr drei Rettungsfahrzeuge über den George Washington Parkway zur Unfallstelle. Um 16:11 Uhr wurde am Südufer eine Rettungsleitstelle eingerichtet. Die Feuerwehrfahrzeuge führten ein Schlauchboot mit, das um 16:22 Uhr zu Wasser gelassen wurde. Es konnte die Überlebenden jedoch nicht erreichen, da Eisschollen das Rudern bzw. Paddeln unmöglich machten. Da die Wassertemperatur nur 1 °C betrug, spielte der Zeitfaktor eine große Rolle bei der Rettung der sechs Überlebenden.
Um 16:22 Uhr erreichte ein Helikopter der United States Park Police vom Typ Bell 206 die Unfallstelle. Der Helikopter mit dem Rufnamen Eagle 1 wurde von Donald W. Usher gesteuert. Der Sanitäter Melvin E. Windsor warf aus der Seitentür Rettungsleinen zu den Überlebenden. Bert Hamilton, der ca. 3 Meter vom Wrackteil entfernt Wasser  trat, wurde zuerst geborgen. Eagle 1 flog zum Ufer, wo Hamilton von Rettungskräften in Empfang genommen wurde. Usher und Windsor flogen zurück und ließen wieder eine Leine hinunter. Der Passagier Arland D. Williams konnte die Leine greifen und gab sie an die Flugbegleiterin Kelly Duncan weiter, die zum Ufer geflogen wurde. Beim dritten Anflug von Eagle 1 ließ Windsor gleich zwei Leinen hinunter. Wieder gab Williams eine Leine weiter, diesmal an den Geschäftsmann Joe Stiley, die zweite Leine wurde von Stileys Sekretärin Nikki Felch gefangen. Stiley hielt außerdem mit seinem freien Arm die Passagierin Priscilla Tirado fest. Der Helikopter versuchte, diese drei Überlebenden im Langsamflug zwischen den im Wasser treibenden Eisschollen hindurch zum Ufer zu schleppen. Felch und Tirado verloren jedoch den Halt und nur Stiley gelangte ans Ufer.
Ein Augenzeuge, der Verwaltungsangestellte Michael Lenny Skutnik, zog Mantel und Schuhe aus und sprang ins Wasser, um die inzwischen unter Schock stehende Priscilla Tirado ans Ufer zu bringen. Zur gleichen Zeit flog Eagle 1 zu der in ihrer Schwimmweste treibenden Nikki Felch zurück. Windsor stellte sich dabei auf die Kufen des Helikopters, griff nach der Kleidung der Frau und zog sie hoch. Auch Nikki Felch konnte ans Ufer gebracht werden. Usher flog nun den Helikopter zurück zum Wrack, um den sechsten Überlebenden zu bergen. Doch das Wrack hatte sich mittlerweile leicht gedreht und den schwerverletzten Williams unter Wasser gedrückt, der dabei den Tod fand.

## Bergung des Wracks
Die Bergung des Wracks des verunglückten Flugzeuges gestaltete sich schwierig. Boote der US Coast Guard brachten Taucher von Armee und Marine zu den Wrackteilen. Zuerst wurden die Leichen geborgen. Danach wurden die Wrackteile in eine Halle des Flughafens gebracht. Der Flugschreiber konnte jedoch erst am 20. Januar 1982 aus dem Potomac River geborgen werden. Erst am 26. Januar konnten die beiden Triebwerke geborgen werden, die sofort vom NTSB zum Hersteller Pratt & Whitney gebracht und dort untersucht wurden.

## Untersuchung des Unfalls und Fazit
Nach Auswertung von Flugschreiber, Stimmenrekorder und Augenzeugenberichten, der Untersuchung der Wrackteile (insbesondere der Triebwerke) und Tests im Boeing-737-Simulator kam das National Transportation Safety Board zu dem Urteil, dass die Katastrophe auf mehrere Pilotenfehler zurückzuführen sei. Hinzu kam eine falsche bzw. unterschiedliche Enteisungsmixtur durch die Mitarbeiter von American Airlines.
Die eigentliche Absturzursache war Vereisung der Triebwerksdruck-Messgeräte sowie der Schnee und das Eis auf den Tragflächen. So zeigten die Messgeräte für den Triebwerksdruck auf Grund der Vereisung falsche Werte an. Während die Piloten das Triebwerksdruckverhältnis auf 2,04 einstellten, wurde tatsächlich nur 1,70 erreicht. Dadurch verlängerte sich der Anrollweg der Maschine um 800 Meter. Schnee und Eis auf den Tragflächen verursachten einen größeren Luftwiderstand, dadurch wurde der Anrollweg länger und das Anrollen selber unruhig (laut Zeugenaussage Joe Stiley). Der Stimmenrecorder zeigt, dass der Erste Offizier Pettit wiederholt feststellte, dass seine Instrumentenanzeigen sich nicht mit der Realität deckten. Flugkapitän Wheaton hingegen verwarf die Sorgen seines Kollegen und führte den Start weiter aus. Die Boeing hob zwar ab, aber durch die durch Schnee und Eis veränderte Aerodynamik schoss die Flugzeugspitze direkt nach dem Abheben scharf nach oben und erhöhte den Luftwiderstand noch weiter. Die Steiggeschwindigkeit verringerte sich, in einer Höhe von 107 Metern erfolgte ein Strömungsabriss, die 46 Tonnen schwere Maschine stürzte ab.
Die Gründe, warum das NTSB auf Pilotenfehler entschied, sind folgende:
- Weder Verantwortliche von Air Florida vor Ort noch Kapitän Wheaton selbst überzeugten sich, dass das Flugzeug vor dem Verlassen des Gates frei von Schnee und Eis war.
- Die Cockpitbesatzung benutzte, um die Maschine von der Rampe zu manövrieren, die Schubumkehr-Funktion der Triebwerke. Das Ergebnis war aufgewirbelter Schnee.
- Bei der Abarbeitung der Pre Take-Off Checklist wurde die Triebwerksenteisung nicht eingeschaltet.[12]
- Die Piloten entschlossen sich trotz sichtbarem Schnee und Eis auf den Tragflächen zum Start. Dass das gesamte Flugzeug mit Schnee bedeckt war, zeigt ein Schnappschuss von Edward J. Kovarik, der aus einem gerade gelandeten Flugzeug heraus die am Gate stehende Boeing 737 fotografierte. Auf dem grobkörnigen Foto ist der dicke Schnee auf dem Flugzeug klar erkennbar.[13]
- Der Drucksensor am Eingang beider Triebwerke war durch Eis blockiert. Dadurch wurden im Startverlauf zu hohe Druckwertverhältnisse (EPR = Engine-Pressure-Ratio) angezeigt.
- Die Cockpitcrew versuchte eine Enteisung, indem sie die Maschine in den Abgasstrahl eines vor ihr stehenden Flugzeuges (der DC-9 der New York Airlines) platzierte. Dies steht im Gegensatz zu den im Flughandbuch verfügten Prozeduren und sorgte für die Blockierung der Drucksonde durch geschmolzenen Schnee und Eis auf den Tragflächen.
- Kapitän Wheaton verwarf die Einwände seines Ersten Offiziers und führte den Start fort.

“The National Transportation Safety Board determines that the probable cause of this accident was the flightcrew’s failure to use engine anti-ice during ground operation and takeoff, their decision to take off with snow/ice on the airfoil surfaces of the aircraft, and the captain’s failure to reject the takeoff during the early stage when his attention was called to anomalous engine instrument readings. Contributing to the accident were the prolonged ground delay between deicing and the receipt of ATC takeoff clearance during which the airplane was exposed to continual precipitation, the known inherent pitchup characteristics of the B-737 aircraft when the leading edge is contaminated with even small amounts of snow or ice, and the limited experience of the flightcrew in jet transport winter operations.”

„Das National Transportation Safety Board stellte fest, dass die wahrscheinliche Ursache dieses Unfalls das Versäumnis der Flugbesatzung war, Triebwerksenteiser während des Bodenbetriebs und des Starts zu verwenden, ihre Entscheidung, mit Schnee/Eis auf den Tragflächen des Flugzeugs zu starten und die Versäumnis des Kapitäns, den Start in der frühen Phase abzulehnen, als er auf anomale Anzeigen der Triebwerksinstrumente aufmerksam gemacht wurde. Zu dem Unfall trugen zudem die verlängerte Bodenverzögerung zwischen dem Enteisen und dem Erhalt der ATC-Startfreigabe bei, während das Flugzeug ständigem Niederschlag ausgesetzt war, sowie die bekannten inhärenten Pitchup-Eigenschaften des B-737-Flugzeugs, wenn die Vorderkante selbst mit geringen Mengen Schnee oder Eis kontaminiert ist, und die begrenzte Erfahrung der Flugbesatzung im Winterbetrieb von Düsenflugzeugen.“

## Mediale Aufarbeitung
Washington, D.C. als Hauptstadt der USA verfügt über viele TV- und Radiostationen. Der erste Reporter vor Ort war Chester Panzer von WRC-TV. Mit einem Kollegen saß er in einem Übertragungswagen in einem Stau auf dem George Washington Parkway fest und wurde Augenzeuge des Absturzes. Die ersten Filmaufnahmen stammen von Panzer und seinem Kameramann. Panzer gelang es, den Rettungseinsatz Skutniks einzufangen. Mit diesen Bildern gelangte er 1983 in die Endausscheidung für den Pulitzer-Preis.
Die Washington Post veröffentlichte einen Bericht über den bis dahin nicht identifizierten sechsten Passagier, der die Rettungsleine an andere weitergab und nicht mehr gerettet werden konnte.
Die Katastrophe wurde am 20. September 2006 für die US-amerikanische Dokumentationsserie Sekunden vor dem Unglück (Seconds From Disaster) unter dem Titel Plane Crash in the Potomac River mittels Animationen, Schauspiel und Interviews aufgearbeitet. In Deutschland erschien diese Folge als 12. Episode der dritten Staffel unter dem Titel Absturz in den Potomac River am 24. November 2007 auf dem Sender N24. Zudem wurde das Unglück in der 13. Staffel der kanadischen Serie „Mayday – Alarm im Cockpit“ unter dem Titel „Absturz in eisige Fluten“ rekonstruiert.
Bereits 1984 erschien der Film Katastrophe auf dem Potomac – Absturz in die eisigen Fluten (Originaltitel: Flight 90: Disaster on the Potomac) mit Jeannetta Arnette, der die Geschichte dieses Absturzes erzählt.

## Ehrungen

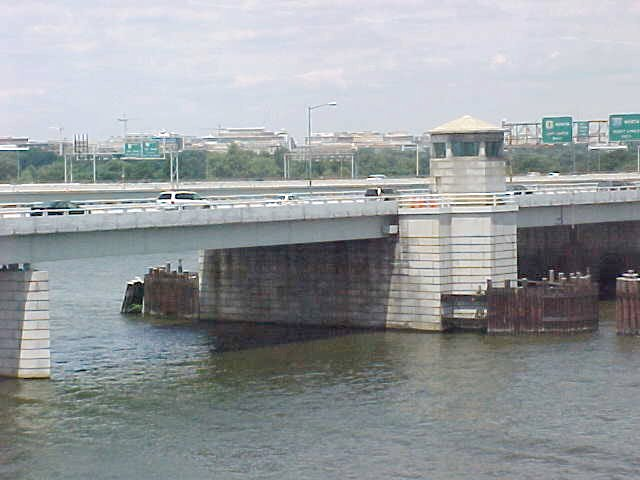
Die Arland D. Williams Jr. Memorial Bridge, 2005

Der sechste Passagier, der die Rettungsleine des Helikopters zwei Mal an andere weitergab, wurde später als Arland D. Williams jr. identifiziert, ein 46 Jahre alter Bankrevisor. Zu seinen Ehren wurde die Rochambeau Bridge in Arland D. Williams Jr. Memorial Bridge umbenannt.
Die Coast Guard zeichnete Lenny Skutnik und Roger Olian mit der Lebensrettungsmedaille in Gold aus. Arland D. Williams wurde diese Medaille posthum verliehen. Lenny Skutnik wurde von US-Präsident Ronald Reagan zu seiner Ansprache zur Lage der Nation eingeladen. Er ist der erste Gast eines Präsidenten bei dieser Veranstaltung, der in der Rede namentlich geehrt wurde. Die ihm folgenden geehrten Gäste werden im US-amerikanischen Sprachgebrauch Lenny Skutniks genannt.
Die Hubschrauberbesatzung von Eagle 1, Pilot Donald W. Usher und Sanitäter Melvin E. Windsor wurde für ihren Einsatz mit der Lebensrettungsmedaille in Silber ausgezeichnet. Das Innenministerium der Vereinigten Staaten verlieh ihnen zudem den Interior Department’s Valor Award.
Skutnik, Olian, Usher und Windsor wurden weiterhin mit einer Medaille des Carnegie Hero Trust Fund ausgezeichnet. Die Flugbegleiterin Kelly Duncan wurde im NTSB-Bericht lobend für ihren selbstlosen Akt erwähnt, als sie die einzige Schwimmweste, die sie finden konnte, an Priscilla Tirado weitergab.

## Auswirkungen

### Air Florida
Der Unfall beim Flug 90, bei dem 78 Menschen ihr Leben verloren, bedeutete für die Fluggesellschaft einen herben Rückschlag. Am 3. Juli 1984, fast zweieinhalb Jahre nach der Katastrophe, wurde die Fluggesellschaft für zahlungsunfähig erklärt. Im August 1985 zahlte Midway Airlines 35 Millionen US-Dollar für drei Jets der Air Florida.

### Sicherheit bei schlechter Witterung
Robert L. Sumwalt III, stellvertretender Vorsitzender des NTSB, sagte, dass dieser Unfall maßgeblich dazu beigetragen habe, die Kommunikation im Cockpit zu verbessern. Das Enteisungsverfahren wurde verbessert.